# Robert Keohane
Robert Keohane (Chicago, 3 ottobre 1941) è un politologo statunitense.
Dopo la pubblicazione del suo libro importante After Hegemony (1984), divenne ampiamente associato alla teoria dell’istituzionalismo neoliberale, nonché alle relazioni transnazionali e la politica mondiale nelle relazioni internazionali negli anni ’70. È professore di scienze politiche nella Woodrow Wilson School all’Università di Princeton.
Un sondaggio del 2011 di studiosi di relazioni internazionali ha posto Keohane al secondo posto in termini di influenza e qualità del sapere negli ultimi venti anni.

## Infanzia
Keohane è nato all’ospedale dell’Università di Chicago. La sua istruzione durante la quinta elementare fu alla Laboratory Schools dell'Università di Chicago. Quando aveva 10 anni, la famiglia si trasferì a Mount Carroll, Illinois, dove ha frequentato la scuola pubblica e i suoi genitori hanno insegnato a Shimer College. Dopo il secondo anno di liceo, Keohane si iscrisse a Shimer attraverso il programma di ammissione precoce della scuola, che dal 1950 ha permesso agli studenti delle scuole superiori selezionate di entrare al college prima di completare il liceo.
Quando gli venne chiesto di confrontare la sua formazione universitaria come primo partecipante a Shimer con il suo lavoro di laurea ad Harvard, Keohane ha osservato che “non è chiaro per me che ho fatto parte di un gruppo di persone più brillante di quei primi iscritti”.
Keohane è membro del Consiglio di fondazione dello Shimer college.
Ha conseguito una laurea con lode allo Shimer College nel 1961. Ha ottenuto un dottorato di ricerca di Harvard nel 1966, un anno dopo essersi iscritto alla facoltà del Swarthmore College. Era lo studente del professor Stanley Hoffmann dell’Università di Harvard.

## Carriera
Keohane ha insegnato a Swarthmore, Stanford, Brandeis, Harvard e Duke. Ad Harvard fu professore di pace internazionale mentre alla Duke fu professore di scienze politiche. È autore di diversi lavori, incluso After Hegemony: cooperation and discord in the world political economy (Princeton university press, 1984), per cui gli venne assegnato il secondo premio annuale  Universty of Lousville Grawemeyer Award nel 1989 per “Idee che migliorano l’ordine del mondo”.
Tra 1974 e 1980 fu curatore del giornale International Organization. È stato presidente dell'International Studies Association, 1988-1989, e dell'American Political Science Association, 1999-2000.
Keohane è un membro dell’American Academy of Arts and Sciences, dell’American Academy of Political and Social Science e ha ottenuto una “Guggenheim fellowship” e borse di studio al Center for Advanced Study in The Behavioural Sciences e al National Humanities Center. Gli venne assegnato il Johan Skytte Prize in schienze politiche nel 2005, e votato al National Academy of Sciences quello stesso anno. È stato votato come lo studioso più influente delle relazioni internazionali in un sondaggio sulla politica estera del 2005. Tra i politologi a cui ha insegnato ci sono Lisa Martin, Andrew Moravcsik, Layna Mosley, Beth Simmons, Ronald Mitchell e Helen V. Milner. Tra gli altri studenti c’è anche Fareed Zakaria. Nel 2012, Keohane ha ricevuto l'Harvard Centennial Medal.
Nell’autunno del 2013 è ospite illustre Allianz all’American Academy a Berlino. Nel 2014, ha vinto il Jasmes Madison Award of The Americal Political Science Association. Ha vinto il Balzan prize nel 2016 per le relazioni internazionali: storia e teoria. Keohane è sposato con Nannerl O. Keohane, ex-presidentessa della Duke University e Wellesley College e lei stessa è una nota politologa. Hanno cresciuto quattro figli: Sarah, Stephan, Jonathan e Nathaniel.

## Libri
- Transnational Relations and World Politics, co-authored with Joseph S. Nye, Jr. (Harvard University Press, 1972)
- After Hegemony|After Hegemony: Cooperation and Discord in the World Political Economy (Princeton University Press, 1984)
- Neorealism and Its Critics (Columbia University Press, 1986)
- International Institutions and State Power: Essays in International Relations Theory (Westview, 1989)
- Power and Interdependence: World Politics in Transition (Little, Brown, 1977); with Nye
- Designing Social Inquiry: Scientific Inference in Qualitative Research (Princeton, 1994); with Gary King and Sidney Verba
- Power and Governance in a Partially Globalized World (Routledge, New York, 2002)
- Humanitarian Intervention: Ethical, Legal, and Political Dilemmas (Cambridge University Press, 2003); with J. L. Holzgrefe
- The Regime Complex for Climate Change with David G. Victor (2010)[7][8]